# ASAP (banda)
ASAP foi uma de banda de hard rock e rock progressivo criada pelo guitarrista Adrian Smith do Iron Maiden. O ASAP lançou um álbum em 1989 intitulado 'Silver and Gold'. ASAP significa "Adrian Smith and Project". ASAP também é uma sigla em inglês para "As soon as possible", ou seja, o mais rápido possível.

## Lista de músicas -Silver and Gold(álbum)
1. "The Lion" (Barnett/Colwell/Smith/Young) - 3:54
2. "Silver and Gold" (Barnett/Colwell/Smith/Young) - 4:50
3. "Down the Wire" (Barnett/Colwell/Smith/Young) - 5:06
4. "You Could Be a King" (Barnett/Colwell/Smith/Young) - 3:38
5. "After the Storm" (Barnett/Colwell/Smith/Young) - 5:50
6. "Misunderstood" (Barnett/Colwell/Smith/Young) - 4:25
7. "Kid Gone Astray" (Barnett/Colwell/Smith/Young) - 4:24
8. "Fallen Heroes" (Barnett/Colwell/Smith/Young) - 4:32
9. "Wishing Your Life Away" (Barnett/Colwell/Smith/Young) - 4:05
10. "Blood on the Ocean" (Barnett/Colwell/Smith/Young) - 6:01

## Lista de músicas - Silver and Gold (CD single)
1. "Silver and Gold (12" Remix)" (Barnett/Colwell/Smith/Young) - 4:47
2. "Blood Brothers (Alternative Version)" (Barnett/Colwell/Smith/Young) - 3:33
3. "Fighting Man" (Smith) - 3:56

## Lista de músicas - Down the Wire (CD single)
1. "Down the Wire (Long Distance Mix)" (Barnett/Colwell/Smith/Young)
2. "When She's Gone" (Smith)
3. "School Days" (Smith)

## Integrantes-Silver and Gold(1989)
- Adrian Smith - guitarras, violão, vocal
- Andy Barnett - guitarras, violão, guitarra slide, backing vocals
- Dave Colwell - guitarras, violão, vocal de apoio
- Richard Young - teclados
- Robin Clayton - baixo
- Zak Starkey - bateria, percussão

Musico adicional:
- Stevie Lange - backing vocals em "After the Storm"